# Makdiops shiva
Espèce
Makdiops shiva est une espèce d'araignées aranéomorphes de la famille des Selenopidae.

## Distribution
Cette espèce est endémique du Maharashtra en Inde,. Elle se rencontre vers Bhimashankar.

## Description
La femelle holotype mesure 8,12 mm.

## Publication originale
- Crews & Harvey, 2011 : The spider family Selenopidae (Arachnida, Araneae) in Australasia and the Oriental region. ZooKeys, no 99, p. 1-103 (texte intégral).